# Marinus Antoine van Wadenoijen
Marinus Antoine van Wadenoijen (Rotterdam, 17 februari 1850 - Delft, 14 november 1922), ook vermeld als Van Wadenoyen, was een Nederlandse architect.

## Leven en werk
Van Wadenoijen heeft altijd voor de overheid gewerkt. Veelal zorgde hij voor het onderhoud van rijksgebouwen, maar in de laatste decennia van de 19de eeuw ontwierp hij spoorwegstations, zowel in Nederland als in Duitsland. 
Tussen 1863 en 1869 werd door Rijkswaterstaat 900 km spoorweg aangelegd, waarvoor stations nodig waren. Er werd besloten standaardstations te ontwerpen, de zogenaamde Standaardstations van de Staatsspoorwegen, zoals dit ook in Frankrijk gebeurde. Deze werden onderverdeeld in Klasse 1 (Station Zwolle en Station Dordrecht), 2 (alleen Station Zutphen in 1865), 3 (8 stuks), 4 (15 stuks) en 5 (38 stuks). Na deze periode worden Klasse 4 en 5 aangepast. Dit is waarschijnlijk gedaan door K.H. van Brederode. Na hem kwam de periode van Van Wadenoijen. Hij werkte voor de Rijksgebouwendienst, die na 1870 werd opgericht. 
In 1875 werd de Spoorlijn Elst - Dordrecht aangelegd, waarvan hij de stations bouwde in de dan nog voor hem gebruikelijke stationsstijl met neoclassicistische kenmerken. Er kwam kritiek op de Waterstaatstijl, die de stijl van het neoclassicisme toepaste, en later bouwde hij stationsgebouwen in de Hollandse neorenaissancestijl met trapgevels, korfbogen en sierbandwerk. Die trapgevels zijn veelal rond 1900 weer weggehaald.
Het eerste station dat hij ontwierp was station Hemmen-Dodewaard, waaraan de naam Standaardtype Hemmen wordt ontleend. Hiertoe behoren de volgende stationsgebouwen:
- 1881: Hemmen-Dodewaard, Ressen-Bemmel, Valburg
- 1882: Avenhorn, Boxmeer, Cuijk, Lottum, Meerlo-Tienray, Mook-Middelaar, Venray (gebouw I), Vierlingsbeek (gebouw I)
- 1883: Rhenen (gebouw I), Veenendaal (gebouw I) en Woudenberg-Scherpenzeel
- 1884: Bovenkarspel-Grootebroek (gebouw I), Hoogkarspel (gebouw I) en Westwoud
- 1886: Station Enkhuizen, Station Geldermalsen wordt met enige aarzeling aan Van Wadenoijen toegeschreven

Ook de zes stations (waarvan drie nog bestaand) van het Standaardtype Sneek (1881-1885) en het station Hoek van Holland Haven uit 1893 worden ook met enige aarzeling aan Van Wadenoijen toegeschreven.
Doordat het goederenvervoer per trein opkwam, had ook Van Gend & Loos opslag voor haar goederen bij de stations nodig. Van Wadenoijen realiseerde daarvoor 33 gebouwen aan de spoorlijn Elst - Dordrecht (1875) in onder meer Gorinchem, Leerdam, Beesd, Geldermalsen, Wadenoijen, Tiel en Echteld, Het hoofdgebouw kwam in 1881 in Tiel, met een goederenloods, verhoogde los- en ladingsplaatsen en twee wachterswoningen.
Later kreeg de architectuur van de stations steeds meer aandacht. Vandaar dat voor het ontwerpen van de grote stations internationaal bekende architecten werden aangetrokken. In 1889 werd het Amsterdamse Centraal Station door P.J.H. Cuypers gebouwd, en in 1896 het Hoofdstation in Groningen door Isaac Gosschalk. Een architect met een vaste overheidsbetrekking als Van Wadenoijen kwam daaraan niet te pas. Bovendien legde de Staat der Nederlanden na 1890 bijna geen spoorlijnen meer aan en werden er bijna geen nieuwe stations meer gebouwd.
Van Wadenoijen hield zich als bouwkundig ambtenaar voornamelijk bezig met onderhoud, onder meer van gebouwen voor het onderwijs. Op 21 juni 1906 kreeg hij officieel de titel Rijksbouwkundige als opvolger van Jacobus van Lokhorst. Hij heeft deze functie maar een half jaar kunnen uitoefenen. Per 1 januari 1907 verliet hij de dienst wegens zijn slechte gezondheid.

## Afbeeldingen

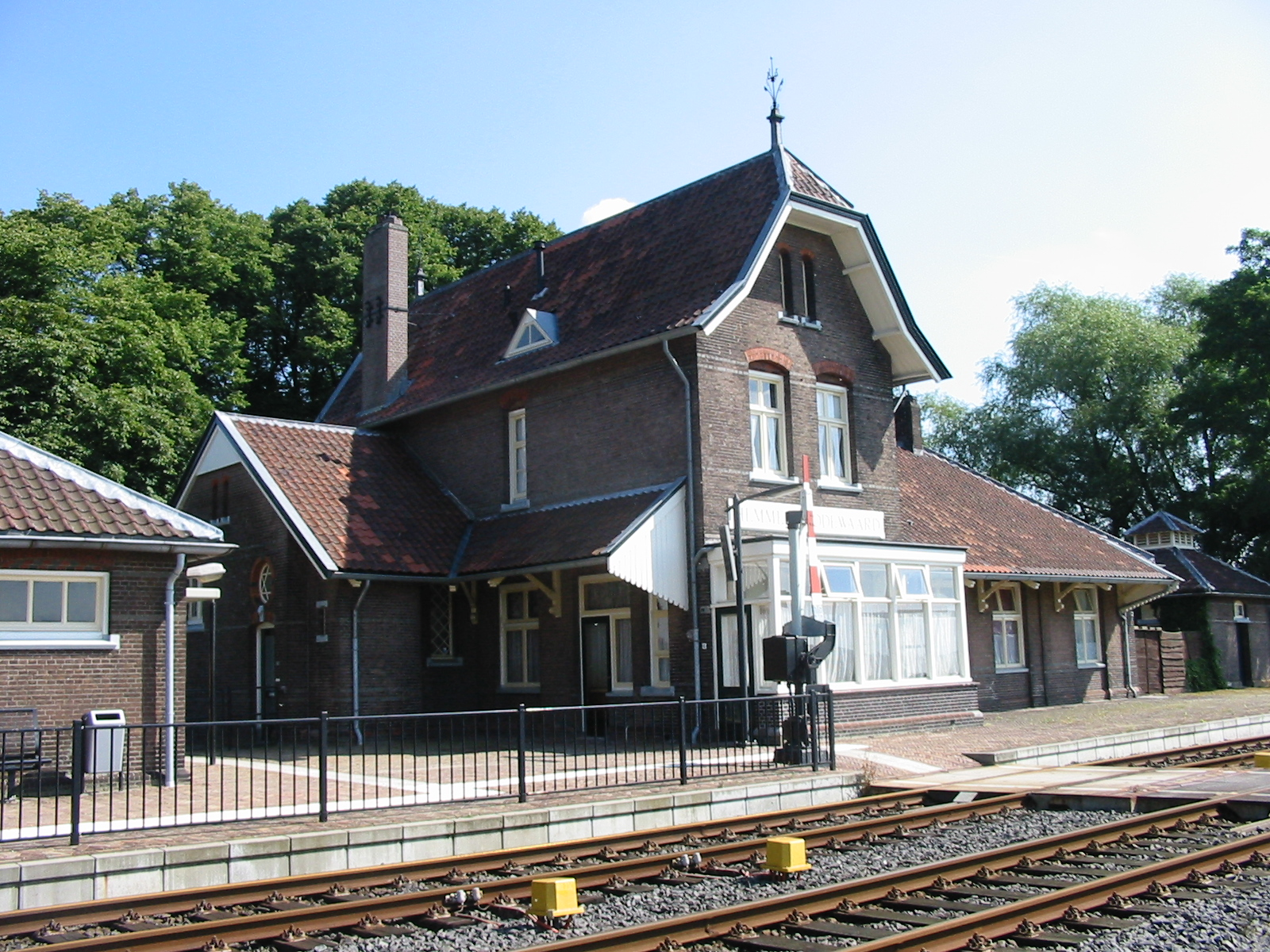
Hemmen-Dodewaard
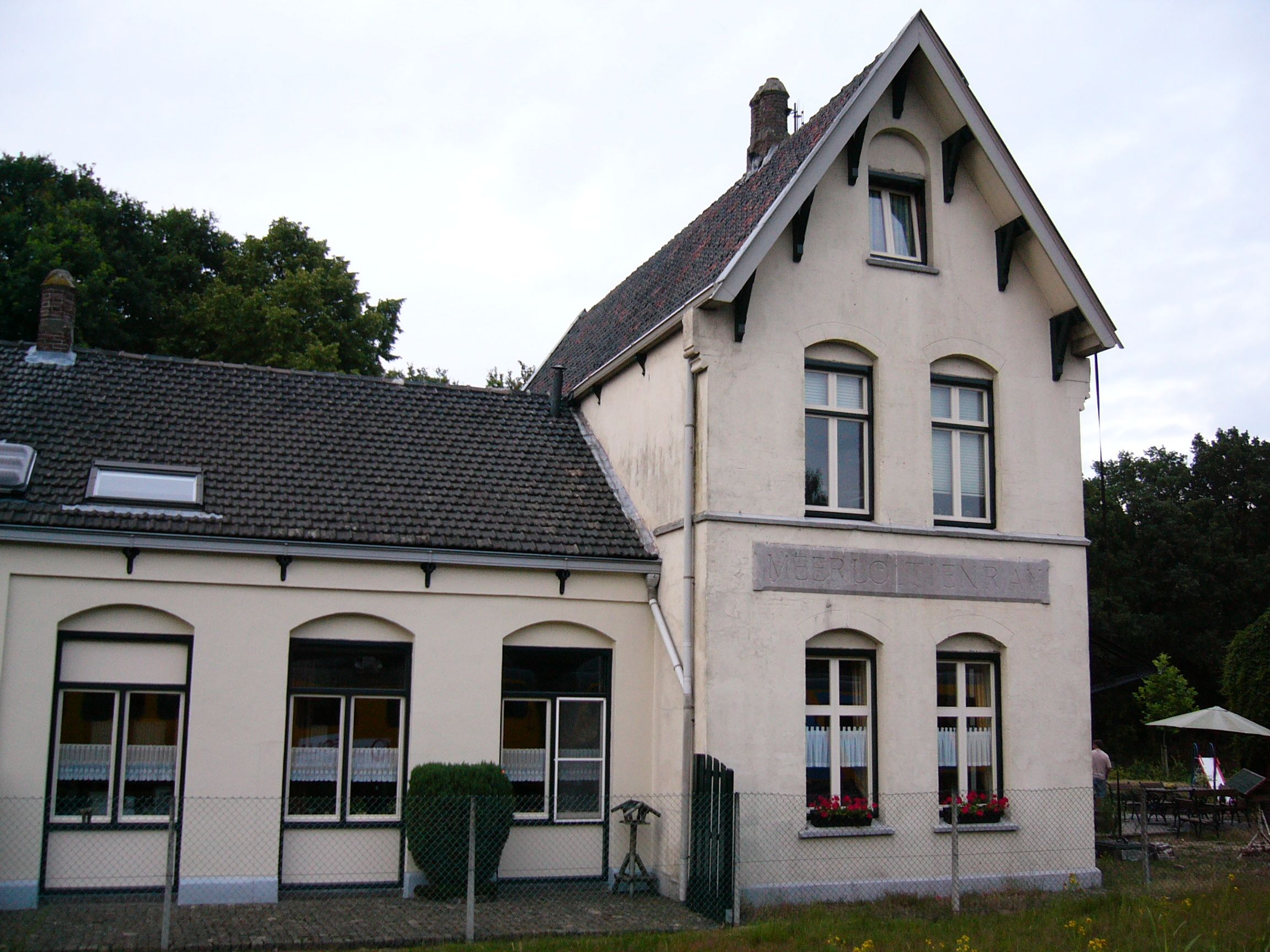
Meerlo-Tienray
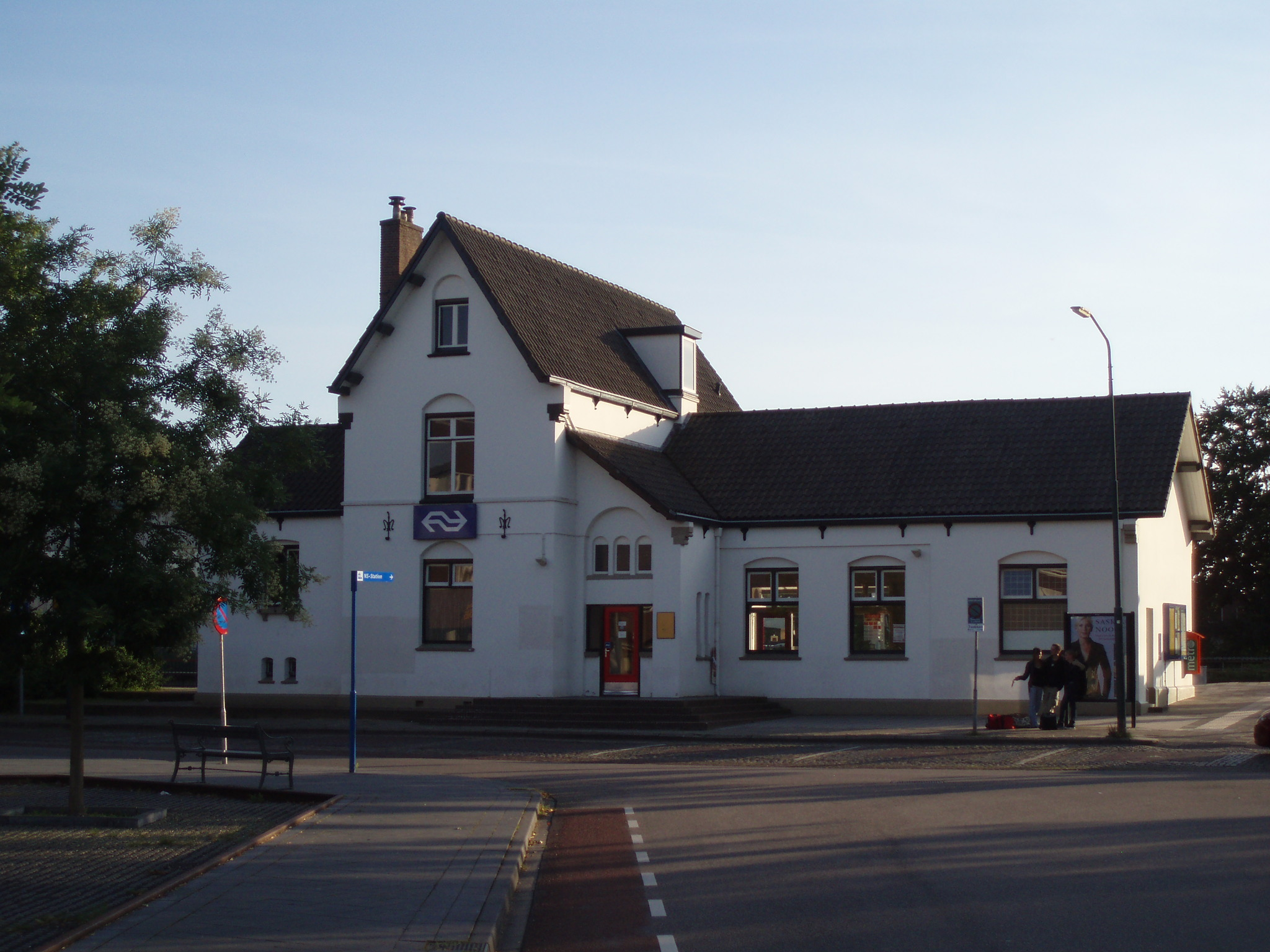
Cuijk
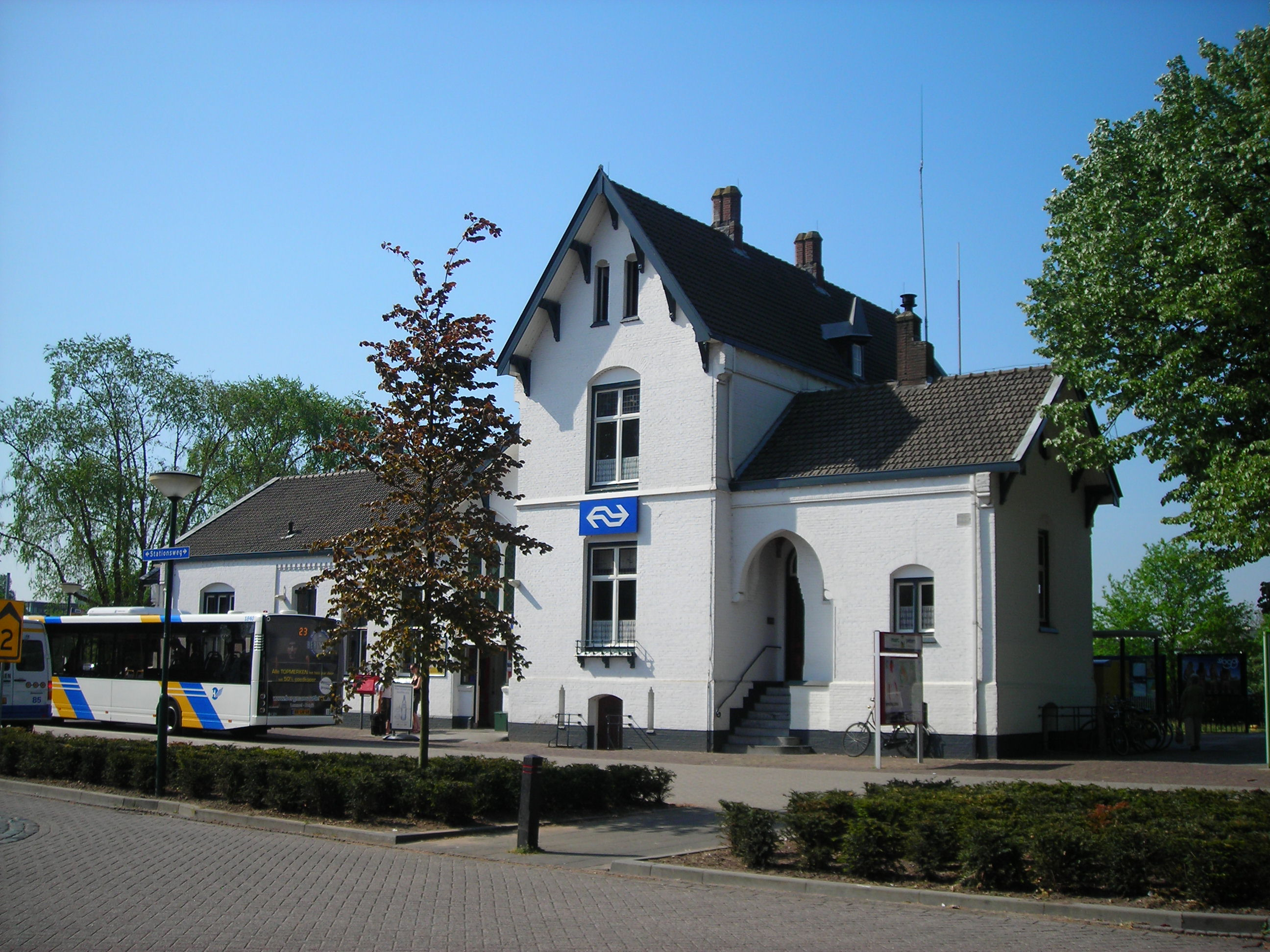
Boxmeer

## Publicatie
- M.A. van Wadenoijen (6 maart 1909) 'Voorstel Gevangenpoort- en Hofvijverplan', De Opmerker, 44e jaargang, nummer 10, pp. 76-77. Zie scan TU Delft[dode link].